# Tjele Kommune
Tjele Kommune i Viborg Amt blev dannet ved kommunalreformen i 1970. Ved strukturreformen i 2007 blev den indlemmet i Viborg Kommune sammen med bl.a. Bjerringbro Kommune, Fjends Kommune, Karup Kommune og Møldrup Kommune.

## Tidligere kommuner
Tjele Kommune blev dannet ved sammenlægning af følgende 5 sognekommuner:
| Kommune                     | Folketal 1. januar 1970 | Byer                         |
| --------------------------- | ----------------------- | ---------------------------- |
| Rødding-Løvel-Pederstrup    | 1.611                   | Rødding og Løvel             |
| Tjele-Nørre Vinge           | 631                     |                              |
| Vammen-Lindum-Bigum         | 1.401                   | Vammen                       |
| Vorning-Kvorning-Hammershøj | 1.873                   | Kvorning og Hammershøj       |
| Ørum-Viskum-Vejrum          | 2.157                   | Ørum Sønderlyng og Vejrumbro |
| I alt                       | 7.673                   |                              |

Hertil kom et ejerlav, 15 matrikler og 5 lodder fra Lee Sogn samt 26 matrikler og 6 lodder fra Mammen Sogn, begge i Bjerringbro Kommune, som derimod fik 2 matrikler og 2 lodder fra Viskum Sogn.

## Sogne
Tjele Kommune bestod af følgende sogne:
- Bigum Sogn (Nørlyng Herred)
- Hammershøj Sogn (Sønderlyng Herred)
- Kvorning Sogn (Sønderlyng Herred)
- Lindum Sogn (Nørlyng Herred)
- Løvel Sogn (Nørlyng Herred)
- Nørre Vinge Sogn (Sønderlyng Herred)
- Pederstrup Sogn (Nørlyng Herred)
- Rødding Sogn (Nørlyng Herred)
- Tjele Sogn (Sønderlyng Herred)
- Vammen Sogn (Nørlyng Herred)
- Vejrum Sogn (Sønderlyng Herred)
- Viskum Sogn (Sønderlyng Herred)
- Vorning Sogn (Sønderlyng Herred)
- Ørum Sogn (Sønderlyng Herred)

## Borgmestre[3]
| Periode   | Navn                   | Parti       |
| --------- | ---------------------- | ----------- |
| 1970-1986 | Niels Pedersen         | Venstre     |
| 1986-1994 | Jens Jørgen Therkelsen | Venstre     |
| 1994-2002 | Steffen Andreasen      | Venstre     |
| 2002-2006 | Anna Margrethe Kaalund | Tjelelisten |

## Rådhus
Tjele Kommunes rådhus på Rådhus Alle i Ørum blev i 2010 delvis nedrevet, delvis ombygget til boliger. Og flere boliger er opført i rådhusparken.

## Seværdigheder
Tjele Kommune havde seværdighederne Tjele Langsø, Ø Bakker, Lindum Skov og Herregården Tjele (Tjele Gods). Thiele er en forældet stavemåde for Tjele. Den optræder i litteraturen, således hos Blicher, samt som familienavn.
Kommunens største arbejdsplads var Det Jordbrugsvidenskabelige Fakultet i landsbyen Foulum.